# Slamball
Slamball är en lagsport baserad på basket. Runt varje korg finns det fyra studsmattor för att få spelarna att kunna hoppa högt. Det är en stor sport i USA, men har de senaste åren blivit större och större i Europa och mellanöstern. Sporten uppfanns 2002 av Pat Croce. Det finns för tillfället sex lag i USA som utöver sporten på professionell nivå.

## Lag
| Lagnamn  | Mästerskap | Tidigare namn |
| -------- | ---------- | ------------- |
| Bouncers | 2001       |               |
| Hombres  | Inga       | Diablos       |
| Maulers  | Inga       | Steal         |
| Mob      | 2007       |               |
| Rumble   | 2002       |               |
| Slashers | Inga       |               |